# حي مايو (صيرة)
حي مايو هو أحد أحياء مديرية صيرة في محافظة عدن اليمنية. يبلغ تعداد سكانه 9421 نسمة حسب التعداد السكاني في اليمن لعام 2004.